# کتان طلائی
کتان طلائی (نام علمی: Linum flavum) نام یک گونه از تیره کتانیان است.